# 李益星
李 益星(リ・イクソン、1911年 - 没年不詳)は朝鮮民主主義人民共和国の軍人。延安派に所属。李益成、李益宣、李翼星とも表記される。別名は、李義興。

## 経歴
1911年、咸鏡北道鏡城郡に生まれる。龍井の恩真中学校を卒業。
1936年、朝鮮民族革命党に入党。
1933年7月、中央陸軍軍官学校入学。第1総隊歩兵大隊第3隊配属。
1936年6月、中央陸軍軍官学校第10期歩兵科卒業。
1937年4月9日、陸軍歩兵少尉。
1938年3月、中央陸軍軍官学校特別訓練班区隊長。
1938年10月、朝鮮義勇隊第2区隊長。第2区隊は第5戦区の湖北省北部と第1戦区の河南省洛陽で活動した。1939年10月に朝鮮義勇隊が3個支隊に拡大されると第2支隊長。1941年、朝鮮義勇隊華北支隊に改編されると副支隊長兼第1隊長。
1942年7月、朝鮮独立同盟執行委員および朝鮮義勇軍華北支隊副支隊長兼第2隊長に就任。同年8月に冀魯豫軍区に行き、1945年まで遊撃活動。
1945年、朝鮮革命軍政学校に赴任し、学生隊第1中隊長。同年11月、朝鮮義勇隊第5支隊長に就任。延辺到着後、吉東軍区参謀長。
1946年5月、38度線以北に帰国。羅南保安訓練所（第2師団）参謀長に就任し、朝鮮人民軍の建軍に参加した。1948年、内務省警備局（局長：朴勲一）参謀長。1949年1月、38度線警備第7旅団長。
朝鮮戦争勃発時は第7警備旅団長。第7警備旅団は第7師団に改編され、同師団長に就任。1950年9月、第13師団長。釜山橋頭堡の戦いで負傷。総参謀部隊列補充局長や羅津軍官講習所長を歴任。
1960年頃、軍事クーデターを計画した疑いで粛清される。

## 参考
- 姜在彦『金日成神話の歴史的検証 抗日パルチザンの<虚>と<実>』明石書店、1997年。ISBN 4-75-030996-6。
- 朱栄福『朝鮮戦争の真実 元人民軍工兵将校の手記』悠思社、1992年。ISBN 4-94-642435-0。
- “［이익성(李益星, 1911~?) 李翼星 李義興］”.   노동자의 책. 2014年12月23日閲覧。
- “6·25戦争史 第1巻-戦争の背景と原因” (PDF) (韓国語).   韓国国防部軍史編纂研究所. 2019年7月4日閲覧。
- “6·25戦争史 第2巻-北韓の全面南侵と初期防御戦闘” (PDF) (韓国語).   韓国国防部軍史編纂研究所. 2018年8月8日閲覧。
- 김중생 (2000). 조선의용군의 밀입북과 6.25전쟁. 명지출판사. ISBN 89-311-0744-7